# USS Thurston
El USS Thurston (AP-77) fue un barco de transporte de tropas que prestó servicio en la Armada de los Estados Unidos durante la Segunda Guerra Mundial. Recibió su nombre de los condados de Nebraska y Washington que se llaman así.
El Thurston fue botado bajo contrato de la Comisión Marítima (casco MC 134) como SS Delsantos (a veces llamado Del Santos) el 9 de diciembre de 1941 en Kearney, Nueva Jersey, por la Federal Shipbuilding & Drydock Company, para la Mississippi Shipping Company; botado el 4 de abril de 1942; y entregado el 11 de julio de 1942. El barco fue adquirido por la Armada de la War Shipping Administration bajo un contrato de fletamento sin tripulación el 13 de septiembre de 1942 y fue rebautizado Dauphin y designado AP-77 el 16 de septiembre. Sin embargo, para evitar confusiones con un barco canadiense, el HMCS Dauphin, el barco fue rebautizado nuevamente el 18 de septiembre, esta vez como Thurston.

## Hundimiento
El Del Santos fue vendido a la Waterman Steamship Company en 1948. Al año siguiente, fue rebautizado como Chickasaw. Permaneció en servicio mercante con ese nombre hasta el 7 de febrero de 1962, cuando encalló en la isla Santa Rosa, frente a la costa de California.